# Багерово (аэродром)
Авиабаза Ба́герово — бывший военный аэродром (авиабаза) специального назначения в Крыму. Расположен в 3 км северо-западнее посёлка Багерово, в 14 км северо-западнее города Керчь.
С 1998 года аэродром не эксплуатируется (заброшен). Аэродром имел основную ВПП размерами 3500×80 м (ныне демонтированную), построенную из железобетонных плит ПАГ-18, и был способен принимать самолёты весом до 90 т.. Имелась также грунтовая ВПП размерами 2200×90 м. Не используется с 1998 года

## История
Стационарный аэродром Багерово использовался во время Великой Отечественной войны для размещения авиационных частей и соединений ВВС РККА. В период с апреля по май 1942 года на аэродроме размещались полки 15-й ударной авиационной группы Ставки ВГК, выполнявшие авиационную поддержку обороняющихся войск Крымского фронта:
- 32-й истребительный авиационный полк[3]
- 36-й истребительный авиационный полк[4][5]
- 237-й истребительный авиационный полк[3]
- 103-й штурмовой авиационный полк[6]
- 821-й истребительный авиационный полк[3]
- 45-й истребительный авиационный полк[3][6]
- 25-й истребительный авиационный полк[3]
- 795-й истребительный авиационный полк[3][6]
- 247-й истребительный авиационный полк[3][6].

После вывода авиации с Крыма в 1942 году на аэродроме базировались немецкие Люфтваффе. В 1943 г. здесь служил хорватский ас Мато Дуковац.
Бетонная ВПП, стоянки и рулёжные дорожки аэродрома были построены всего за полгода зимой 1951-52 гг. под руководством Л. П. Берия, на месте действовавшего здесь во время войны полевого аэродрома. Сформирован 71-й специальный полигон ВВС (войсковая часть 93851) в районе посёлка Багерово, в соответствии с постановлением ЦК КПСС и Совета Министров СССР от 21 августа 1947 г., и приказом министра Вооруженных сил СССР от 27 августа 1947 г. с целью авиационного обеспечения проведения воздушных ядерных испытаний и отработки технических средств доставки ядерных зарядов, в качестве которых в то время могла использоваться только авиация. Первые атомные заряды разрабатывались для авиационных бомб с весогабаритными характеристиками, позволяющими использование их только с дальнего бомбардировщика Ту-4.

## 71-й специальный полигон ВВС
71-й специальный полигон («Москва-400» или «Курчатовский полигон»).
Полигон предназначался для технических, баллистических и др. неядерных испытаний ядерных и термоядерных авиационных спецбоеприпасов и средств их доставки.
Включал собственно аэродром Багерово, жилую и служебную зону в п. Багерово, а также прилегающую территорию на полуострове Крым и часть акватории Азовского моря от озера Чокрак на востоке до Казантипского залива на западе. На территории полигона в сжатые сроки были построены: внеклассный аэродром с ВПП 3,5 км, позволяющий принимать любые летательные аппараты того времени днём и ночью, лаборатории и измерительные пункты для проведения баллистических испытаний, жилой городок, в котором были: гарнизонный Дом офицеров на 620 мест, солдатский клуб, две гостиницы, госпиталь и поликлиника, четыре магазина, образцовая средняя школа, детский сад, пионерский лагерь на 200 мест. Гарнизон выгодно, по меркам тех лет, отличала хорошая обеспеченность благоустроенным жильём для военнослужащих и членов семей. Строительством занимался военный строительный батальон, который в дальнейшем был развёрнут в строительную бригаду. Темпы строительства объектов были очень высокие.
С самого начала гарнизон Багерово был отнесён к закрытым режимным ядерным объектам с пропускным режимом даже в жилую зону городка. Первое время действовали ограничения по переписке, проживанию членов семей как в гарнизоне, так и близлежащих поселках и г. Керчи.
В структуру полигона входили: штаб, лётно-испытательная часть (три авиационных полка), инженерно-авиационная служба, научно-испытательная часть, службы тылового обеспечения.
В лётно-испытательную часть входили:
-35-й отдельный специальный испытательный авиационный полк (бывш. 35-й бомбардировочный Берлинский орденов Суворова и Кутузова авиационный полк). На вооружении 35-го ОСИАП стояли самолёты Ту-4, затем Ил-28, Ту-16, Ту-95, 3М, Бе-12, Су-7Б. Все самолёты полка были оснащены специальным оборудованием и использовались в качестве самолётов-лабораторий и самолётов-носителей. В январе 1973 года полк был переформирован в 75-й ОСАП 8-го НИИ ВВС и убыл в СКВО.ё
-513-й истребительный авиационный полк. На вооружении полка имелись истребители Ла-9, МиГ-15, а затем МиГ-17. Они предназначались для охраны и сопровождения самолётов носителей с изделиями на борту. Для предотвращения попыток угона самолётов со специзделиями все полёты на полигон выполнялись в строго оговоренных в полётном задании зонах воздушного пространства. При выполнении задания истребители снаряжались полным боекомплектом. Полк расформирован в 1962 году.
-647-й смешанный авиационный полк специального обеспечения. В полку были самолёты и вертолёты следующих типов: По-2, Як-12, Ли-2, Ил-14, Ил-28, Як-25, Ан-8, Ан-12, Ан-24, Ми-6. Полк выполнял следующие задачи: отбор проб воздуха из радиоактивного облака, фото- и киносъёмка различных этапов ядерных испытаний, отработка и испытания ядерных боеприпасов, транспортные перевозки, связь.
Научно-испытательная часть включала следующие подразделения: отдел испытаний ядерных авиационных бомб, отдел испытаний специальных боевых частей авиационных ракет, отдел испытаний самолётов, отдел самолётных измерений, отдел испытаний средств эксплуатации, временного хранения и подготовки изделий к применению, отдел по средствам отбора радиоактивных продуктов из облака ядерного взрыва и дезактивации самолётов, лаборатория механических и климатических испытаний.
Для натурных испытаний ядерных боеприпасов от 71-го полигона формировалась и командировалась авиагруппа. Так, например, при проведении войсковых учений на Тоцком полигоне от 71-го полигона выделена группа в составе 2-х носителей Ту-4, два самолёта-фотографа Ил-28, шесть истребителей МиГ-17, транспортный самолёт Ли-2 и связной самолёт Як-12.
В период с 1949—1962 гг. личный состав 71-й полигона участвовал в 178 ядерных испытаниях: в 94 на Семипалатинском полигоне, в 83 на Новоземельском полигоне и в одном испытании на Тоцком полигоне.
В начале 1953 года в Багерово на базе 35-го ОСИАП происходило освоение крылатой ракеты КС-1 Комета 27-й УТЧ ВВС Черноморского флота (аэродром Гвардейское). В январе-феврале 1957 года в этом же полку проходили обучение экипажи отряда управления 143-й минно-торпедной дивизии ВВС Тихоокеанского флота (аэродром Каменный Ручей), с последующей передачей 4-х самолётов Ту-4. В 1962 году на Новоземельском полигоне проводились лётно-тактические учения двух тяжелобомбардировочных полков ДА ВВС с практическим применением термоядерных авиационных бомб. Авиагруппа от 71-го полигона на время учений базировалась на аэродроме Оленья. В 1963 г. был подписан Договор о запрещении испытаний ядерного оружия в атмосфере, космическом пространстве и под водой, и деятельность 71-го полигона постепенно сошла на нет.
В 1972 году 71-й полигон в п. Багерово прекратил свою деятельность как самостоятельная организация и был реорганизован в 10-е управление при 8-м ГНИИ ВВС, с дислокацией в р-не г. Ахтубинска.

## Филиал Луганского (Ворошиловградского) штурманского училища
В 1973 году на базе аэродрома был открыт филиал Ворошиловградского высшего военного авиационного училища штурманов, который готовил кадры для фронтовой и армейской авиации, в том числе офицеров боевого управления (штурманов наведения).
На аэродроме Багерово 30 марта 1977 года сформирован 228-й учебный авиационный полк Ворошиловградского ВВАУШ (в/ч 25570). На вооружении полка стояли истребители МиГ-21 (1-я и 2-я авиационные эскадрильи) и учебно-тренировочные самолёты чехословацкого производства L-29 (3-я аэ).
Морская зона бывшего 71-го полигона использовалась для учебных задач при подготовке штурманов противолодочной авиации (тренировки на сброс гидроакустических буев с самолётов Бе-12).
В конце 1980-х годов был выполнен капитальный ремонт ВПП с созданием поверхностного слоя из стандартных аэродромных бетонных плит ПАГ-18.
11 января 1992 года филиал вместе с училищем был передан в состав ВВС Украины, а в 1996 году прекратил своё существование. Гарнизон пришёл в запустение вместе со всей инфраструктурой, включавшей в себя:
- два эскадрильно-технических одноэтажных здания;
- насосную ПММ;
- командно-диспетчерский пункт — 15,6 тысяч м²;
- взлётно-посадочную полосу № 1 (основную и вспомогательную) площадью 27,23 га;
- склады ПММ (4 открытых резервуара, заглубленных в землю).

## Окончание истории аэродрома
16 мая 2012 года на сайте Фонда Имущества АРК был выставлен лот на продажу комплекса взлётно-посадочной полосы Багеровского аэродрома.
29 мая 2012 года аэродром был продан за 13 млн. 300 тыс. гривен (примерно 1.5 млн долларов США) на аукционе, проведённом 29 мая Фондом имущества Крыма, частной компании (ООО «Лама» из Керчи), специализирующейся на оптовой торговле строительными материалами и принадлежащей жителям Енакиево (Донецкая область). По многочисленным оценкам одни только плиты взлётной полосы могли быть проданы за 50 млн гривен.
В 2015 г. неизвестные лица произвели массовый демонтаж и вывоз плит взлётно-посадочной полосы. Грузовики с плитами были замечены в очереди на переправу на российскую сторону пролива. Местные СМИ высказывали предположение, что плиты использовались в строительстве моста через Керченский пролив, а некоторая часть плит была использована при строительстве жилищного комплекса «Адмиралтейский» в Керчи фирмы «Консоль», контролировавшейся Владимиром Константиновым, председателем ВС АРК, а затем — председателем Госсовета РК.
Телеканал «Звезда», возможно, ошибочно, 20 мая 2015 года в сюжете «Крепость по имени Крым: чем полуостров ответит врагу» сообщил «Одновременно решено восстановить ряд аэродромов, которые украинцы забросили, разграбили („Багерово“) или превратили в птицефабрики („Веселое“). На них обновляются взлётно-посадочные полосы и аппаратура командно-диспетчерских пунктов.».
По состоянию на 21 июня 2016 остались частично целыми две рулёжных дорожки: длиной 1500 м (южная РД) и 800 м (восточная РД). Остальная сеть РД и поверхность ИВПП демонтированы и раздроблены на щебень. Аэродром прекратил своё существование.

## Памятники
Памятник летчику Евгению Прокурату и погибшим в годы войны советским воинам. Адъютант эскадрильи 50-го истребительного авиационного полка комсомолец лейтенант Прокурат Е. Т. погиб при таране немецкого бомбардировщика Не-111.
Памятник Авиаторам Багерово напротив Дома офицеров на центральной аллее. Высечены имена курсантов и погибших в горячих точках выпускников Багеровского филиала Луганского училища, всего тридцать человек.
Памятник партизанам багеровских каменоломен.
Памятник Ленину возле Дома офицеров
На поселковом кладбище — безымянная братская могила.
Возле вокзального домика на ж/д станции Багерово стояла скульптура лётчика.

## Экологические проблемы
На территории полигона имеется закрытая зона — ядерный могильник объект «М», площадью 300 га. Вероятно, здесь утилизировали отходы от дезактивации самолётов либо радиоактивные элементы конструкции. В окрестностях объекта, где проводятся ежегодные измерения, уровень радиации не превышает положенных норм, но в районе могильника зафиксированы[кем?] значения до 15 тыс. микрорентген в час.

## Легенды
В прессе[где?] и литературе[где?] упоминалось, что целью реконструкции аэродрома Багерово в 1980-х годах было его использование в качестве запасного аэродрома для посадки космоплана советской многоразовой транспортной космической системы «Буран».
В действительности в качестве «Западного запасного аэродрома» для «Бурана» предусматривался аэропорт Симферополь с реконструированной ВПП размерами 3701×60 м (45°02′42″ с. ш. 33°58′37″ в. д.). На этом аэродроме (и в его районе) был развёрнут Комплекс радиотехнических систем навигации, посадки, контроля траектории и управления воздушным движением «Вымпел» для обеспечения штатной посадки «Бурана» (в автоматическом и ручном режиме).